# 林莉 (競泳選手)
林 莉（りん り、女性、1970年5月4日 - ）は、中国の女子競泳選手。中国競泳界栄光の時代「五朵金花」の一人。

## 来歴
江蘇省南通市の出身。1991年にパースで開催された世界水泳選手権400m個人メドレーにおいて、中国競泳界にとっては初の金メダルを獲得した。林はこの大会の1月12日にも200m個人メドレーで優勝を果たし、マイルストーンを打ち立てた。
1992年、林は自身二度目となるバルセロナオリンピックに出場し、7月26日に行われた400m個人メドレーで銀メダルを獲得した。翌27日には200m平泳ぎに出場し、日本の岩崎恭子に次いで2位となった。圧巻だったのは30日に行われた200m個人メドレーで、林は2分11秒65の世界新記録で優勝した。なお、世界新記録樹立は中国競泳選手として初の快挙であった。
1996年には三大会連続となるアトランタオリンピックに出場し、200m個人メドレーで銅メダルを獲得した。なお中国競泳界で三大会連続出場した選手は林ただ一人である。
1997年に現役を引退、2002年にシリコンバレーに勤務する気象学博士と結婚し現在はサンノゼに居住して地元クラブで水泳コーチを務めている。
2008年、林は北京オリンピック聖火リレーのアメリカ国内におけるファーストランナーに選出され、サンフランシスコを走りトーチをつないだ。